# Hugo Villaverde
Hugo Eduardo Villaverde (født 27. januar 1954 i La Plata, død 17. november 2024) var en argentinsk fodboldspiller (midterforsvarer).
Villaverde er bedst kendt for sine 13 år hos Independiente. Han vandt hele fire argentinske mesterskaber med klubben, samt en udgave af Copa Libertadores og Intercontinental Cup. Han spillede desuden for Colón i sin fødeby.
I 1979 spillede Villaverde desuden fem kampe for det argentinske landshold, som han debuterede for i en venskabskamp mod Bulgarien.

## Titler
Primera División de Argentina
- 1977 (Nacional), 1978 (Nacional), 1983 (Metropolitano) og 1989 med Independiente

Copa Libertadores
- 1984 med Independiente

Intercontinental Cup
- 1984 med Independiente